# Star TV
Star TV este un canal TV turcesc care este transmis la nivel național. A fost lansat la 1 martie 1989. Star TV este primul canal TV privat din Turcia. Din 2011 este deținut de Ferit Șahenk, Grupul Media Doğuș. 

## Istorie
Fondat de Cem Uzan și Ahmet Özal în 1989 ca Magic Box, Star TV este primul canal TV privat din Turcia. Canalul și-a început difuzarea testelor la 5 mai 1990. Pentru o scurtă perioadă, la începutul anilor 1990, a fost numit Star Magic Box, deoarece numele Star 1 a fost protejat cu drepturi de autor de o altă corporație media. Primul său logo a fost un S albastru cu o stea pe el înainte de a deveni roșu la începutul anilor 2000. 
Star TV a difuzat multe seriale cunoscute la nivel mondial pentru prima dată în Turcia. Printre acestea s-au numărat The A-Team, Magnum, P.I. Simon & Simon, MacGyver, Days of Our Lives, M*A*S*H, Lassie, Murphy Brown, Vărul din străinătate, Dragnet, Charles in Charge, The Jeffersons, Twin Peaks, Familia Bundy, Dragoste și putere, General Hospital, All My Children, Santa Barbara, Another World, Dallas, 21 Jump Street, Miami Vice, Equalizer, Star Trek: Generația următoare, Wiseguy, Leave it to Beaver, Vânător, Cine e șeful?, Gimme a Break!, Verdict crimă, Mission: Impossible,  Time Trax, Out of This World și Airwolf. 
De asemenea, canalul este primul canal privat turcesc care a început difuzarea digitală în 1999. 
În februarie 2004, Star TV a fost blocat de fondul de asigurare pentru depozitele de economii (Tasarruf Mevduatı Sigorta Fonu, TMSF), împreună cu alte active media, inclusiv șapte posturi de radio, un ziar și un alt post de televiziune al Grupului Uzan, pentru a plăti datoriile datorate Trezoreriei rezultând preluarea sa de către İmar Bankası și Adabank. TMSF a scos la licitație Star TV care a fost achiziționată de Isil Television Broadcasting Corp. din Dogan Media Group, care a venit cu  cea mai mare ofertă de 306,5 milioane de milioane de dolari americani la licitația din septembrie 2005.
Star TV a fost vândută de Doğan Holding către Doğuș Media Group la 17 octombrie 2011, pentru 327 de milioane de dolari americani.
Din 31 decembrie 2011 la ora 19:00, Star TV și-a schimbat imaginea. Logo-ul a devenit altfel: era multicoloră și era plină de bijuterii. Din septembrie 2012 screen bug-ul a fost modificat, eliminând cuvântul “Star” din simbol, care va fi utilizat doar în ident-uri.
Din 4 iulie 2013, Star TV a trecut la formatul 16:9 HD, astfel renunțând definitiv la formatul 4:3. (din 2017). A fost anunțată ca spot publicitar pe 2 iulie 2013.
Din 31 decembrie 2014, în Ajunul Anului Nou, Star TV și-a schimbat imaginea din nou după 2 ani de la lansarea noii imagini, astfel devenit una vibrantă și energetică. Astfel și formatul Star Ana Haber a fost și el renovat și redenumit. 
Din 20 aprilie 2017, Star TV și-a modificat puțin imaginea. Logo-ul rămâne neschimbat. Din decembrie 2020 Star TV, din perioada pandemiei, a decis să își reîmprospătească imaginea. Din aprilie canalul și-a schimbat tema muzicii asupra Ident-urilor.

## Producții proprii
Din 2019 sunt transmise seriale TV ca Güvercin; Çocuk; Sefirin Kızı, din 2020 Babil. Între 2011-2018 a avut premiera serialul dramatic Beni Affet.
Aceasta este o listă cronologică a unor seriale TV transmise de Star TV:

#### 1991-1995
- Yadigar
- 1991-1992: Ana
- 1991: Kimse Durduramaz
- 1991: Karıșık İș
- 1991: Karșı Show
- 1991: Kahraman Damat
- 1991: Portatif Hüseyin
- 1991: Șen Dullar
- 1992: Tașların Sırrı
- 1992: Kızlar Yurdu
- 1992: Savcı
- 1992: Saygılar Bizden
- 1993: Șaban Askerde
- 1994-1998: Yazlıkçılar
- 1994: Sevgi Oyunu
- 1994-1995: Bay Kamber
- 1994-1999: Bizimkiler
- 1995: Așk Fırtınası
- 1995: Fırıldak Nuri
- 1995: Așık Oldum
- 1995: Așk ve Gurur
- 1995: Evdekiler
- 1995: Gül ve Diken
- 1995: Gölge Çiçeği
- 1995: Kanundan Kaçılmaz / İz Peșinde
- 1995: Kaygısızlar
- 1995: Kopgel Taksi
- 1995: Muhteșem Zango
- 1995-1997: Șehnaz Tango
- 1995-1999: Ferhunde Hanımlar

#### 1996-2000
- 1996: Çılgın Badiler
- 1996: Komșu Komșu
- 1996: Șeytanın Kurbanları
- 1996: Oğlum Adam Olacak
- 1996: Sihirli Ceket
- 1996: Süper Yıldız
- 1996: Tam Pansiyon
- 1996: Tutku
- 1996: Zühre
- 1996-1997: Fırtınalar
- 1996-1997: Gözlerinde Son Gece
- 1997: Acı Günler
- 1997: Baskül Ailesi
- 1997: Canısı
- 1997: Devlerin Așkı
- 1997-1998: Fırat
- 1997: İntizar
- 1997: Köstebek
- 1997: Oyun Bitti
- 1997: Yangın Ayșe
- 1997: Yerim Seni
- 1997-1998: Deli Divane
- 1997-1998: Sırtımdan Vuruldum
- 1997-2000: Kara Melek
- 1998: Can ile Muhlise
- 1998: Çarli
- 1998: Dıș Kapının Mandalları
- 1998: Feride
- 1998: Gülüm
- 1998: Hain Geceler
- 1998: Hesabım Bitmedi
- 1998: Hicran
- 1998: Kaygısızlar
- 1998: Kızım Osman
- 1998: Mercan Kolye
- 1998: Sır Dosyası
- 1998-1999: Kuzgun
- 1998-1999: Güzel Günler
- 1998-1999: Reyting Hamdi
- 1998-1999: Sen Allah'ın Bir
- 1998-1999: Yıkılmadım
- 1998-2001: Aynalı Tahir
- 1998-2003: Üvey Baba
- 1999: Affet Beni
- 1999: Bizim Sokak
- 1999: Güneș Yanıkları
- 1999: Kadınlar Kulübü
- 1999: Zilyoner
- 1999: Küçük Besleme
- 1999-2004: Bücür Cadı
- 1999-2000: Kıvılcım
- 2000: Așk Hırsızı
- 2000: Birisi / Her Șey Yalan
- 2000: Hanım Ağa
- 2000: Kızım ve Ben
- 2000: Koltuk Sevdası
- 2000: Kör Talih
- 2000: Süper Kurșunsuz
- 2000: Mercan Kolye
- 2000: Renkli Dünyalar

#### 2001-2005
- 2001: Küçük Besleme
- 2001: Aylin
- 2001: Babam ve Biz
- 2001-2002: Sultan
- 2001: Tuzu Kurular
- 2002: Kara Melek
- 2002: Ah Yașamak Var ya
- 2002: Asayiș Berkemal
- 2002: Așk ve Gurur
- 2002: Beșik Kertmesi
- 2002: Bizimkiler
- 2002: Cabbar
- 2002: Çatıdaki Kız
- 2002: Așkın Peșinde
- 2002: Dadı
- 2002: Efsane
- 2002: Emanet
- 2002: Kader Ayırsa Bile
- 2002: Kibar Ana
- 2002: Mahallenin Muhtarları
- 2002: Teyzemin Nesi Var
- 2002: Vaka-i Zaptiye
- 2003: Bir Yıldız Tutuldu
- 2003: Șıhsenem
- 2003: Umutların Ötesi
- 2003: Zalim
- 2003: Hürrem Sultan
- 2003-2004: Ayrılsak da Beraberiz
- 2003-2004: Çocuklar Duymasın
- 2003-2006: En Son Babalar Duyar
- 2004: 24 Saat
- 2004: Biz Boșanıyoruz
- 2004: Her Șey Yolunda
- 2004: Tatil Așkları
- 2004: Yeni Hayat
- 2004-2005: Çocuklar Ne Olacak
- 2004-2005: Kadın İsterse
- 2004-2005: Sırlara Yolculuk
- 2004-2005: Șöhretler Kebapçısı
- 2005: AB'nin Yolları Taștan
- 2005: Alanya Almanya
- 2005: Canın Sağolsun
- 2005: Erkek Tarafı
- 2005: Kayıt Dıșı
- 2005: Kısmet Değilmiș
- 2005: Kızma Birader
- 2005: Sen misin Değil misin
- 2005: Yeniden Çalıkușu

#### 2006-2010
- 2006: İmkansız Așk
- 2006: Karagümrük Yanıyor
- 2006: Tașların Sırrı
- 2006: Ümit Milli
- 2006-2007: Candan Öte
- 2006-2007: Kaybolan Yıllar
- 2006-2007: Yalancı Yarim
- 2006-2008: İki Aile
- 2006-2008: Köprü
- 2006: Sihirli Annem (Kanal D)
- 2007: Acemi Cadı (Kanal D.)
- 2007: Kader
- 2007: Sevgili Dünürüm
- 2007: Ters Yüz
- 2007: Zeliha'nın Gözleri
- 2007: Leylan
- 2007-2008: Çemberin Dıșında (Show TV)
- 2007-2008: Fedai
- 2007-2009: Vazgeç Gönlüm
- 2008: Kalpsiz Adam
- 2008: Milyonda Bir
- 2008: Derdest
- 2008: Pulsar
- 2008: Son Ağa
- 2008-2009: Ay Ișığı
- 2008-2009: Baba Ocağı
- 2008-2009: Son Bahar
- 2008-2009: Güldünya
- 2009: Aile Reisi
- 2009: Teyzanne
- 2009: İstanbul'un Çocukları
- 2009-2010: İhanet
- 2009: Kayıp Prenses
- 2009: Kül ve Ateș
- 2009: Yol Arkadașım
- 2009-2010: Benim Annem Bir Melek
- 2009-2010: Kurtlar Vadisi Pusu
- 2009-2010: Makber
- 2009-2010: Maskeli Balo
- 2009-2011: Papatyam
- 2010: Cümbür Cemaat Aile
- 2010: Umut Yolcuları
- 2010-2011: Dürüye'nin Güğümleri
- 2010-2011: Geniș Aile
- 2010-2011: Küçük Kadınlar
- 2010-2011: Küçük Sırlar
- 2010-2013: Behzat Ç. Bir Ankara Polisiyesi

#### 2011
- 2011: Anneler ile Kızları
- 2011: Ay Tutulması
- 2011: Cennetin Sırları
- 2011: İzmir Çetesi
- 2011: Sırat
- 2011: Yalancı Bahar
- 2011-2012: Akasya Durağı
- 2011-2012: Sihirli Annem
- 2011-2012: Bir Ömür Yetmez
- 2011-2012: Firar
- 2011-2012: İffet
- 2011-2012: İkinci Bahar (1998-2001, atv)
- 2011-2012: Tek Bașımıza

#### 2012
- 2012: Acayip Hikayeler
- 2012: Ağır Roman Yeni Dünya
- 2012: Babalar ve Evlatlar
- 2012: Bir Çocuk Sevdim
- 2012: Canımın İçi
- 2012: Çıplak Gerçek
- 2012: Evlerden Biri
- 2012: Hayatımın Rolü
- 2012: İbreti Ailem
- 2012: Kalbim 4 Mevsim
- 2012: Koyu Kırmızı
- 2012: Küçük Hesaplar
- 2012: Sudan Bıkmıș Balıklar
- 2012-2013: Bir Erkek Bir Kadın
- 2012-2013: Dila Hanım
- 2012-2013: İșler Güçler
- 2012-2014: Muhteșem Yüzyıl

#### 2013
- 2013: 20 Dakika
- 2013: Benim Hala Umudum Var (FOX'a geçti.)
- 2013-2014: Ben de Özledim
- 2013-2015: Aramızda Kalsın
- 2013-2015: Așkın Bedeli
- 2013-2015: Medcezir

#### 2014
- 2014: Așktan Kaçılmaz
- 2014: Kaçak Gelinler
- 2014: Kurt Seyit ve Șura
- 2014: Reaksiyon
- 2014: Sil Baștan
- 2014: Urfalıyam Ezelden
- 2014-2015: Deniz Yıldızı
- 2014-2015: Gönül İșleri
- 2014-2015: Güzel Köylü
- 2014-2015: Kaderimin Yazıldığı Gün
- 2014-2015: Kardeș Payı
- 2014-2017: Paramparça

#### 2015
- 2015: Çilek Kokusu
- 2015: Serçe Sarayı
- 2015: Tatlı Küçük Yalancılar
- 2015-2016: Hatırla Gönül
- 2015-2016: Muhteșem Yüzyıl Kösem
- 2015-2017: Kiralık Așk
- 2015-2017: Kara Sevda
- 2015 : Tatli Küçük Yalançilar

#### 2016
- 2016: 46 Yok Olan
- 2016: Gecenin Kraliçesi
- 2016: Göç Zamanı
- 2016: Hanım Köylü
- 2016: Șahane Damat
- 2016: Yüksek Sosyete
- 2016-2017: Hayat Bazen Tatlıdır
- 2016-2017: Anne
- 2016-2017: Cesur ve Güzel

#### 2017
- 2017: Ateșböceği
- 2017: Dolunay
- 2017: İçimdeki Fırtına
- 2017: Türk Malı
- 2017: Yıldızlar Șahidim
- 2017-2018: Fazilet Hanım Ve Kızları
- 2017-2018: Hayat Sırları
- 2017-2018: Siyah İnci
- 2017-2019: Söz
- 2017-2019: İstanbullu Gelin

#### 2018
- 2018: Babamın Günahları
- 2018: Börü
- 2018: Kalbimin Sultanı
- 2018-2019: Erkenci Kuș

#### 2019
- 2019: Kardeș Çocukları
- 2019: Kuzgun (Corbul)
- 2019: Sevgili Geçmiș
- 2019: Benim Tatlı Yalanım

## Star TV HD
Star TV a început să emită în HD pe 29 mai 2009. Este al doilea canal HD activ din Turcia după Kanal D.

## Euro Star
De asemenea, canalul emite în Europa cu numele Euro Star, cu diferența că nu transmite în direct meciurile Ligii Campionilor. Euro Star are producții proprii, pe lângă producțiile Star TV. 